# Cap lloc on amagar-se
Cap lloc on amagar-se (títol original: Injeong sajeong bol geot eobtda) és una pel·lícula sud-coreana dirigida per Lee Myung-se, estrenada el 1999. Ha estat doblada al català.

## Argument
Els agents Woo i Kim investiguen sobre el misteriós homicidi amb ganivet dels quaranta graons. Utilitzant mètodes prou expeditius, troben ràpidament la pista del culpable, un carismàtic traficant de droga, Chang Sungmin, però aquest resulta ser molt dur de pelar, canviant moltes vegades d'aparença.

## Repartiment
- Ahn Sung-ki: Chang Sungmin, el fugitif
- Park Jung-hun: Detectiu Woo
- Jang Dong-gun: Detectiu Kim
- Choi Ji-woo: Juyon, la xicota
- Ahn Jae-mo
- Park Sang-myeon
- Lee Won-jong

## Premis i nominacions
- Premi a la millor pel·lícula, millor segon paper masculí (Jang Dong-gun) i millor fotografia (Jeong Kwang-seok i Song Haeng-ki), en els Blue Dragon Film Awards 1999.
- Premi del millor actor (Park Jung-hun) en els Baeksang Best Film Awards 2000.
- Premi de la millor fotografia (Jeong Kwang-seok i Song Haeng-ki) en els Grand Bell Awards 2000.
- Premi a la millor pel·lícula, millor fotografia, millor realitzador i millor actor (Park Jung-hun), en el Festival del film asiàtic de Deauville 2000.